# Ekstraliga czeska w rugby (2016/2017)
Ekstraliga czeska w rugby (2016/2017) – dwudziesta czwarta edycja najwyższej klasy rozgrywkowej w rugby union w Czechach. Zawody odbywały się w dniach 27 sierpnia 2016 – 24 czerwca 2017 roku. Tytułu mistrzowskiego zdobytego przed rokiem broniła drużyna RC JIMI Vyškov.
Zawodnicy stołecznej Sparty na pierwszym miejscu w tabeli ukończyli zarówno fazę wstępną, jak i zasadniczą, w tej drugiej zwyciężając wszystkie pojedynki z punktem bonusowym. W półfinałach odnieśli oni dwa zwycięstwa, w drugim dwumeczu zespoły podzieliły się zwycięstwami, jednak słabszy łączny bilans mieli obrońcy tytułu. W rozegranym na Stadionie Markéta finale faworyzowany zespół Sparty Praga pokonał Tatrę Smíchov zdobywając pierwszy od osiemnastu lat tytuł mistrzowski, brąz zaś zdobyli zawodnicy RC Praga.

## System rozgrywek
Do zawodów przystąpiło siedem zespołów, a system rozgrywek został całkowicie zreformowany. Rozgrywki ligowe w pierwszej fazie prowadzone były w ramach jednej grupy systemem kołowym, a jedynie najsłabsza z nich nie awansowała do Top 6. W drugiej fazie sześć uczestniczących drużyn ponownie rozgrywało mecze systemem kołowym, jednak według modelu dwurundowego. Zwycięzca meczu zyskiwał cztery punkty, za remis przysługiwały dwa punkty, porażka nie była punktowana, a zdobycie przynajmniej czterech przyłożeń lub przegrana nie więcej niż siedmioma punktami premiowana była natomiast punktem bonusowym. Trzecia faza rozgrywek obejmowała mecze systemem pucharowym: czołowe cztery zespoły rozegrały spotkania o mistrzostwo kraju (play-off). Stadion, na którym rozgrywane były mecze o medale pozostawał do wyboru drużyny sklasyfikowanej wyżej po fazie grupowej, podobnie jak drugie spotkanie półfinałowych dwumeczów.
Ogłoszenie terminarza poszczególnych faz rozgrywek nastąpiło w sierpniu i październiku 2016 roku, a szczegółów spotkań w 2017 roku w styczniu tegoż.

## Drużyny
| Klub             | Miasto           |
| ---------------- | ---------------- |
| RC Dragon Brno   | Brno             |
| RC Praga         | Praga            |
| Slavia Praga     | Praga            |
| Sparta Praga     | Praga            |
| RC Tatra Smíchov | Smíchov, Praga 5 |
| RC Říčany        | Říčany           |
| RC Vyškov        | Vyškov           |

## Faza zasadnicza
| Nr           | Data         | Mecz                                    | Wynik        |             | Nr          | Data                                   | Mecz        | Wynik |
| I. kolejka   | I. kolejka   | I. kolejka                              | I. kolejka   | II. kolejka | II. kolejka | II. kolejka                            | II. kolejka |       |
| ------------ | ------------ | --------------------------------------- | ------------ | ----------- | ----------- | -------------------------------------- | ----------- | ----- |
| 1            | 27.08.2016   | RC Tatra Smíchov – RC Dragon Brno       | 46:6         | 4           | 10.09.2016  | RC Slavia Praha – RC Mountfield Říčany | 41:17       |       |
| 2            | 27.08.2016   | RC Praga Praha – RC Slavia Praha        | 28:27        | 5           | 10.09.2016  | RC Dragon Brno – RC Praga Praha        | 30:36       |       |
| 3            | 27.08.2016   | RC Mountfield Říčany – RC Sparta Praha  | 18:53        | 6           | 10.09.2016  | RC JIMI Vyškov – RC Tatra Smíchov      | 30:10       |       |
| III. kolejka | III. kolejka | III. kolejka                            | III. kolejka | IV. kolejka | IV. kolejka | IV. kolejka                            | IV. kolejka |       |
| 7            | 24.09.2016   | RC Praga Praha – RC JIMI Vyškov         | 29:23        | 10          | 01.10.2016  | RC Dragon Brno – RC Sparta Praha       | 22:52       |       |
| 8            | 24.09.2016   | RC Mountfield Říčany – RC Dragon Brno   | 39:10        | 11          | 01.10.2016  | RC JIMI Vyškov – RC Mountfield Říčany  | 23:15       |       |
| 9            | 24.09.2016   | RC Sparta Praha – RC Slavia Praha       | 57:5         | 12          | 01.10.2016  | RC Tatra Smíchov – RC Praga Praha      | 21:14       |       |
| V. kolejka   | V. kolejka   | V. kolejka                              | V. kolejka   | VI. kolejka | VI. kolejka | VI. kolejka                            | VI. kolejka |       |
| 13           | 08.10.2016   | RC Mountfield Říčany – RC Tatra Smíchov | 15:12        | 16          | 22.10.2016  | RC JIMI Vyškov – RC Slavia Praha       | 51:0        |       |
| 14           | 08.10.2016   | RC Sparta Praha – RC JIMI Vyškov        | 19:14        | 17          | 22.10.2016  | RC Tatra Smíchov – RC Sparta Praha     | 34:27       |       |
| 15           | 08.10.2016   | RC Slavia Praha – RC Dragon Brno        | 26:7         | 18          | 22.10.2016  | RC Praga Praha – RC Mountfield Říčany  | 31:14       |       |
| VII. kolejka |              |                                         |              |             |             |                                        |             |       |
| 19           | 29.10.2016   | RC Sparta Praha – RC Praga Praha        | 33:20        |             |             |                                        |             |       |
| 20           | 29.10.2016   | RC Slavia Praha – RC Tatra Smíchov      | 3:26         |             |             |                                        |             |       |
| 21           | 29.10.2016   | RC Dragon Brno – RC JIMI Vyškov         | 27:22        |             |             |                                        |             |       |

## Top 6
| Nr           | Data         | Mecz                                    | Wynik        |               | Nr            | Data                                    | Mecz          | Wynik |
| I. kolejka   | I. kolejka   | I. kolejka                              | I. kolejka   | II. kolejka   | II. kolejka   | II. kolejka                             | II. kolejka   |       |
| ------------ | ------------ | --------------------------------------- | ------------ | ------------- | ------------- | --------------------------------------- | ------------- | ----- |
| 1            | 05.11.2016   | RC JIMI Vyškov – RC Tatra Smíchov       | 10:38        | 4             | 19.11.2016    | RC Tatra Smíchov – RC Slavia Praha      | 62:9          |       |
| 2            | 05.11.2016   | RC Praga Praha – RC Sparta Praha        | 24:26        | 5             | 19.11.2016    | RC Sparta Praha – RC Mountfield Říčany  | 38:11         |       |
| 3            | 05.11.2016   | RC Mountfield Říčany – RC Slavia Praha  | 38:11        | 6             | 19.11.2016    | RC JIMI Vyškov – RC Praga Praha         | 8:7           |       |
| III. kolejka | III. kolejka | III. kolejka                            | III. kolejka | IV. kolejka   | IV. kolejka   | IV. kolejka                             | IV. kolejka   |       |
| 7            | 18.03.2017   | RC Praga Praha – RC Tatra Smíchov       | 7:5          | 10            | 25.03.2017    | RC Tatra Smíchov – RC Sparta Praha      | 19:33         |       |
| 8            | 18.03.2017   | RC Mountfield Říčany – RC JIMI Vyškov   | 12:10        | 11            | 25.03.2017    | RC Praga Praha – RC Mountfield Říčany   | 31:14         |       |
| 9            | 18.03.2017   | RC Slavia Praha – RC Sparta Praha       | 3:50         | 12            | 25.03.2017    | RC JIMI Vyškov – RC Slavia Praha        | 46:14         |       |
| V. kolejka   | V. kolejka   | V. kolejka                              | V. kolejka   | VI. kolejka   | VI. kolejka   | VI. kolejka                             | VI. kolejka   |       |
| 13           | 01.04.2017   | RC Mountfield Říčany – RC Tatra Smíchov | 10:40        | 16            | 08.04.2017    | RC Tatra Smíchov – RC JIMI Vyškov       | 34:34         |       |
| 14           | 01.04.2017   | RC Slavia Praha – RC Praga Praha        | 12:23        | 17            | 08.04.2017    | RC Sparta Praha – RC Praga Praha        | 30:11         |       |
| 15           | 01.04.2017   | RC Sparta Praha – RC JIMI Vyškov        | 31:10        | 18            | 08.04.2017    | RC Slavia Praha – RC Mountfield Říčany  | 6:7           |       |
| VII. kolejka | VII. kolejka | VII. kolejka                            | VII. kolejka | VIII. kolejka | VIII. kolejka | VIII. kolejka                           | VIII. kolejka |       |
| 19           | 22.04.2017   | RC Slavia Praha – RC Tatra Smíchov      | 15:42        | 22            | 29.04.2017    | RC Tatra Smíchov – RC Praga Praha       | 26:17         |       |
| 20           | 22.04.2017   | RC Mountfield Říčany – RC Sparta Praha  | 10:47        | 23            | 29.04.2017    | RC JIMI Vyškov – RC Mountfield Říčany   | 24:21         |       |
| 21           | 22.04.2017   | RC Praga Praha – RC JIMI Vyškov         | 10:23        | 24            | 29.04.2017    | RC Sparta Praha – RC Slavia Praha       | 59:0          |       |
| IX. kolejka  | IX. kolejka  | IX. kolejka                             | IX. kolejka  | X. kolejka    | X. kolejka    | X. kolejka                              | X. kolejka    |       |
| 25           | 08.05.2017   | RC Sparta Praha – RC Tatra Smíchov      | 41:8         | 28            | 13.05.2017    | RC Tatra Smíchov – RC Mountfield Říčany | 32:25         |       |
| 26           | 08.05.2017   | RC Slavia Praha – RC JIMI Vyškov        | 19:43        | 29            | 13.05.2017    | RC Praga Praha – RC Slavia Praha        | 59:17         |       |
| 27           | 08.05.2017   | RC Mountfield Říčany – RC Praga Praha   | 26:35        | 30            | 13.05.2017    | RC JIMI Vyškov – RC Sparta Praha        | 6:47          |       |

## Faza pucharowa
|  |                  |                  |                  |                   |   |                 |                 |       |
|  | Półfinały        | Półfinały        | Półfinały        |                   |   | Finał           | Finał           | Finał |
|  | Półfinały        | Półfinały        | Półfinały        |                   |   | Finał           | Finał           | Finał |
|  | 3 czerwca 2017   |                  |                  |                   |   |                 |                 |       |
|  |                  |                  |                  |                   |   |                 |                 |       |
|  | RC Praga         | RC Praga         | 17 12            |                   |   |                 |                 |       |
|  | RC Praga         | RC Praga         | 17 12            | 24 czerwca 2017   |   |                 |                 |       |
|  | RC Sparta Praga  | RC Sparta Praga  | 26 25            |                   |   |                 |                 |       |
|  | RC Sparta Praga  | RC Sparta Praga  | 26 25            |                   |   | RC Sparta Praga | RC Sparta Praga | 20    |
|  | 3 czerwca 2017   |                  |                  |                   |   | RC Sparta Praga | RC Sparta Praga | 20    |
|  |                  |                  | RC Tatra Smíchov | RC Tatra Smíchov  | 6 |                 |                 |       |
|  | RC JIMI Vyškov   | RC JIMI Vyškov   | RC Tatra Smíchov | RC Tatra Smíchov  | 6 | 39 13           |                 |       |
|  | RC JIMI Vyškov   | RC JIMI Vyškov   |                  |                   |   |                 |                 |       |
|  | RC Tatra Smíchov | RC Tatra Smíchov | 33 27            |                   |   |                 |                 |       |
|  | RC Tatra Smíchov | RC Tatra Smíchov | 33 27            | Mecz o 3. miejsce |   |                 |                 |       |
|  |                  |                  |                  |                   |   |                 |                 |       |
|  | 24 czerwca 2017  |                  |                  |                   |   |                 |                 |       |
|  |                  |                  |                  |                   |   |                 |                 |       |
|  | RC JIMI Vyškov   | RC JIMI Vyškov   | 13               |                   |   |                 |                 |       |
|  | RC JIMI Vyškov   | RC JIMI Vyškov   | 13               |                   |   |                 |                 |       |
|  | RC Praga         | RC Praga         | 15               |                   |   |                 |                 |       |
|  | RC Praga         | RC Praga         | 15               |                   |   |                 |                 |       |

| 3 czerwca 201714:00 | RC Praga | 17:26(10:8) | RC Sparta Praga | U Rokytky, Praga |
| 3 czerwca 201714:00 |          | 17:26(10:8) |                 | U Rokytky, Praga |

| 3 czerwca 201714:00 | RC JIMI Vyškov | 39:33(17:21) | RC Tatra Smíchov | Areál Jana Navrátila, Vyškov |
| 3 czerwca 201714:00 |                | 39:33(17:21) |                  | Areál Jana Navrátila, Vyškov |

| 10 czerwca 201716:00 | RC Sparta Praga | 25:12(10:5) | RC Praga | Hřiště RC Sparta, Praga |
| 10 czerwca 201716:00 |                 | 25:12(10:5) |          | Hřiště RC Sparta, Praga |

| 10 czerwca 201714:00 | RC Tatra Smíchov | 27:13(22:8) | RC JIMI Vyškov | Rugby aréna Smrčínská, Praga |
| 10 czerwca 201714:00 |                  | 27:13(22:8) |                | Rugby aréna Smrčínská, Praga |

| 24 czerwca 201714:00 | RC Sparta Praga | 20:6(10:3) | RC Tatra Smíchov | Stadion Markéta, Praga 6 |
| 24 czerwca 201714:00 |                 | 20:6(10:3) |                  | Stadion Markéta, Praga 6 |

| 24 czerwca 201714:00 | RC JIMI Vyškov | 13:15(5:5) | RC Praga | Areál Jana Navrátila, Vyškov |
| 24 czerwca 201714:00 |                | 13:15(5:5) |          | Areál Jana Navrátila, Vyškov |

## Klasyfikacja końcowa
| Miejsce | Klub                 |
| ------- | -------------------- |
| 1       | RC Sparta Praga      |
| 2       | RC Tatra Smíchov     |
| 3       | RC Praga             |
| 4       | RC JIMI Vyškov       |
| 5       | RC Mountfield Říčany |
| 6       | RC Slavia Praga      |